# Lijst van bekende straatnamen
Dit is een alfabetisch overzicht van straatnamen die algemeen bekend zijn geworden. Bij elke straatnaam wordt aangegeven waar ze hun faam aan te danken hebben. Zowel echte als fictieve straatnamen worden hier opgesomd.

## 0-9
- Fifth Avenue (New York) – een van de beroemde straten van New York en een chique winkelstraat.
- 110th Street – Straat in Manhattan (New York), die bekend werd omdat ze haast symbolisch het rijkere gedeelte van de stad van het armere verdeelt. Bobby Womack wijdde er zijn hit Across 110th Street (1972) aan.
- 42nd Street – Straat in New York, waar het theaterdistrict gevestigd is. Ook de naam van een bekende film uit 1933: 42nd Street.

## A
- Abbey Road – Londense straat waar de befaamde muziekstudio Abbey Road Studios gevestigd is, waar o.m. The Beatles het merendeel van hun platen opnamen. De straat werd ook bekend dankzij de Beatlesplaat Abbey Road, waarbij ze op de hoes een zebrapad in de bewuste straat oversteken. Het is tegenwoordig nog steeds een populaire toeristische attractie.

## B
- Baker Street – Bekend als de straat waar het fictieve personage Sherlock Holmes op adres 221B in London zou wonen. Ook bekend dankzij de hit "Baker Street" (1978) door Gerry Rafferty.
- Beale Street – Straat in Memphis (Tennessee), waar vele beroemde jazz- en bluesmuzikanten tijdens de jaren 20, 30 en 40 optraden.
- Bond Street – is een winkelstraat in het Londense district City of Westminster.
- Boudewijn de Eerste straat – Straat uit het gelijknamige nummer van Wim De Craene.
- Broadway – Straat in New York, bekend om haar vele theaters en musicals.
- Burma Road – Straat die Myanmar met China verbindt. Tijdens de Tweede Wereldoorlog blokkeerden de Japanse troepen deze straat vanwege de economische voordelen die het de Britse kolonisten bood.

## C
- Cemetery Ridge – Straat waar The Addams Family woont.
- Avenue des Champs-Élysées – Zeer lange en brede straat in Parijs die van de Place de la Concorde naar de Arc de Triomphe leidt. Er zijn verschillende winkels gevestigd en sinds 1975 eindigt de laatste etappe van de Tour de France er ook traditioneel.
- Charing Cross Road – Londense straat bekend om haar tweedehands boekenwinkels. Werd beroemd dankzij de roman en film 84 Charing Cross Road.

## D
- Dapperstraat – Amsterdamse straat die dankzij J.C. Bloems gedicht De Dapperstraat en vooral de regel "Domweg gelukkig in de Dapperstraat" ook buiten Amsterdam bekend is geworden.
- Downing Street – Bekende Londense straat, waar op huisnummer 10 de Britse premier zijn ambtswoning heeft.

## E
- Easy Street – Fictieve straat die in het Engels gebruikt wordt om weelde aan te duiden: living on Easy Street (een makkelijk, luxeleventje leiden).
- Electric Avenue – Londense straat die bekender werd dankzij Eddy Grant's hit uit 1983: Electric Avenue.
- Elm Street – De straat in Dallas, Texas, waar president John F. Kennedy werd vermoord. Werd later ook bekend dankzij de horrorfilmreeks A Nightmare on Elm Street.
- Evergreen Terrace – De straat waar The Simpsons in de gelijknamige tv-serie wonen.

## F
- Fleet Street - beroemde straat in Londen, voorheen het centrum van de nationale Britse pers
- Friedrichstrasse - belangrijke winkelstraat in het oostelijk deel van Berlijn, waar vroeger Checkpoint Charlie was gevestigd

## G
- Gasoline Alley – Fictieve straat uit de gelijknamige Amerikaanse stripreeks.
- Grote Houtstraat – Bekendste winkelstraat van Haarlem

## H
- Haight-Ashbury – Straat in San Francisco, Californië, die tijdens de jaren 60 een trekpleister was voor hippies.
- Hollywood Walk of Fame – Straat in Hollywood Boulevard, Los Angeles, waar een hele reeks sterren met namen van beroemdheden op de stoeptegels zijn gegraveerd.

## K
- Kalverstraat – Bekendste winkelstraat van Amsterdam.
- Kiliaanstraat – Straat in Duffel, waar het typetje Joe Roxy in Het Leugenpaleis woont.
- Kleine Zapstraat – De straat waar Mark Uytterhoeven en Wouter Vandenhaute in het televisieprogramma Het huis van wantrouwen woonden.
- Koekoekstraat – De straat waar het typetje man van Melle op huisnummer 70 in Melle woonde.

## L
- Las Vegas Boulevard – Boulevard in Las Vegas waar de grootste hotels en casino's gevestigd zijn.
- "Lover's Lane" – Britse term voor een plek waar koppeltjes heen gaan om samen te zijn.

## M
- Medialaan – De straat in Vilvoorde waar het vtmgebouw gevestigd is. Ook de reportagereeks "Medialaan 1" dankt haar naam hieraan.
- Melrose Place – De straatnaam uit de gelijknamige Amerikaanse soapserie.
- Merholaan – De straat waar het gezin Kiekeboe en Van Der Neffe in de stripreeks de Kiekeboes woont.
- Mulholland Drive – Straat in Los Angeles, Californië, bekender geworden dankzij David Lynch's film Mulholland Drive.

## O
- Oxford Street – Bekendste winkelstraat van Londen (in Westminster).

## P
- Patpong – De straat is de meest bekende straat in Bangkok, Thailand vanwege het prostitutie-nachtleven.
- P.C. Hooftstraat – een straat in Amsterdam. De straat werd vernoemd naar de geschiedkundige, dichter en toneelschrijver Pieter Corneliszoon Hooft (1581-1647).
- Penny Lane – Straat in Liverpool, Groot-Brittannië, waar The Beatles later een nummer één-hit op baseerden.
- Portobello Road – Straat in Londen, bekend vanwege de (tweedehands)markt en bezongen door Cat Stevens.
- Princes Street – Bekendste winkelstraat van Edinburgh.

## R
- La Rambla – Bekende en zeer lange straat in Barcelona, Spanje waar allemaal bomen langs de kant van de weg staan en tot de drukste locatie in de stad gerekend wordt.
- Reeperbahn – een 930 meter lange straat in de Duitse stad Hamburg.
- Regent Street – behoort tot de belangrijkste winkelstraten in Westminster in het centrum van Londen.
- Rodeo Drive – Beverly Hills, Los Angeles, bekende winkelstraat.
- Rue Morgue – Straat in Parijs die bekend werd dankzij Edgar Allan Poe's roman Murders in the Rue Morgue.

## S
- Sesamstraat – De gelijknamige straat uit het kinderprogramma Sesamstraat.
- Spooner Street – De straat in Quahog, waar de familie Griffin in Family Guy woont.
- Sunset Boulevard – Straat in Hollywood, Californië die symbolisch werd voor de glamour daar. Ook bekend geworden dankzij de film Sunset Boulevard.

## U
- Unter den Linden – Bekendste straat van Berlijn.

## V
- Via Appia – Beroemde straat in Rome die voor strategische doeleinden in het Romeinse Rijk gebruikt werd.
- Via Dolorosa – Straat in Jeruzalem, Israël, waar Jezus Christus zijn kruisroute zou afgelegd hebben.

## W
- Wall Street – New Yorkse straat, waar de New Yorkse beurs gevestigd is.
- Wetstraat – Brusselse straat waar de Belgische regering en de meeste Europese instellingen hun respectievelijke gebouwen hebben staan.